# Khanasser
Khanasser (arabe : خناصر), est un gros village du Nord de la Syrie qui dépend administrativement du canton (nahié) du même nom et du district d'al-Safira dans le gouvernorat d'Alep. C'est l'un des vingt-quatre villages de la vallée de Khanasser qui comprend elle-même une population de 11 000 habitants environ. Khanasser comprenait 2 397 habitants au recensement de 2004. Il est à 60 kilomètres au sud-est d'Alep.
Le village se trouve sur le site antique de la cité d’Anasartha, entourée de remparts; Malalas indique qu'il s'agissait d'un kastron (colline fortifiée et colonisée) qui reçoit le statut de polis sous l'empereur Justinien II. Un qanat datant de l'époque byzantine qui desservait en eau toute la zone était en service depuis cette époque, jusqu'au XXe siècle. Selon Robert L. France, des vestiges byzantins d'Anasartha « sont visibles dans les rues, dans les murs nouvellement construits, et à l'intérieur des maisons d'habitation » dans le Khanasser d'aujourd'hui.

## Histoire

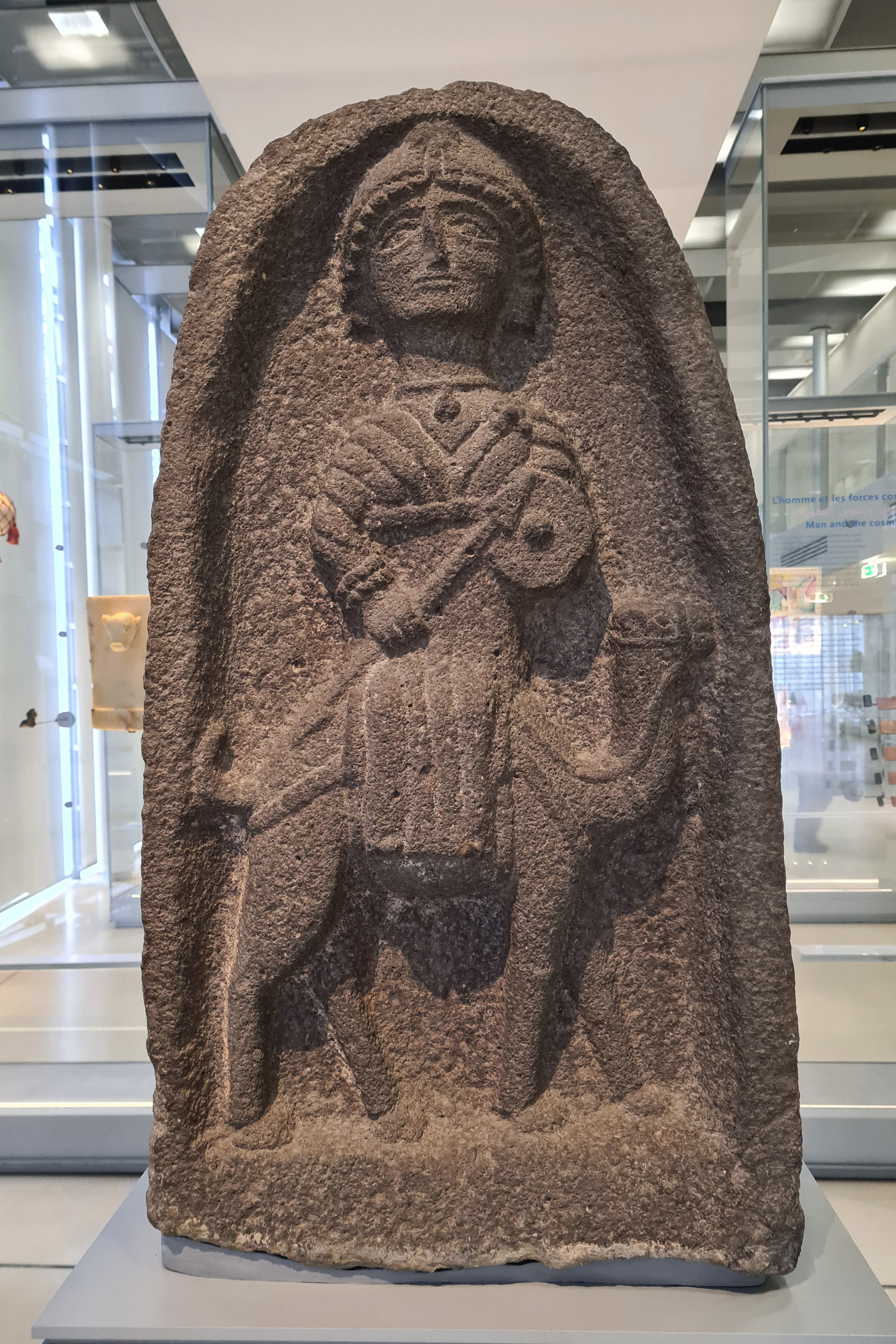
Stèle de la déesse Al-Lat (Ier siècle) mise au jour aux environs de Khanasser.

La cité d'Anasartha appartenait à la province romaine de Syria Prima et avec les villages environnants, l'endroit connaît une période florissante entre le IVe siècle et le VIe siècle. La majorité des maisons et églises découvertes dans les fouilles archéologiques datent de cette période. L'église d'Anasartha, elle-même, date de l'an 426.
Son évêque Maras prit part au concile de Chalcédoine en 451, et son successeur Cyrus fut l'un des signataires de la supplique adressée par les évêques de la province en 458 à l'empereur Léon le Thrace afin de protester contre le meurtre de Protérius d'Alexandrie,.
Un autre évêque fit construire un « refuge » à Bouz al-Khanzir, situé non loin, en 506-507. Anasartha n'est plus aujourd'hui qu'un siège titulaire de l'Église catholique. La ville est abandonnée au moment des invasions perses et arabes.

### Histoire récente
C'est au début du XXe siècle que l'endroit est de nouveau habité et les vestiges archéologiques servent de pierres. Il est alors colonisé par des immigrants circassiens venant de Manbij.
Le qanat a cessé de fournir en eau le village, après la mise en fonctionnement de puits animés par des pompes en 1975, à l'ouest de la vallée de Khanasser. Cette structure de 12 kilomètres de longueur a été décrite par Hamidé en 1959, comme pouvant décharger 8 litres par seconde, irriguant ainsi une surface de 0,15 km2 (37 acres).
En 2013, lors de la guerre civile syrienne, Khanasser est prise par les rebelles le 26 août, mais le régime syrien la reprend le 3 octobre,.
En 2016, Khanasser est prise par l'État islamique le 23 février, puis reprise par le régime le 25,.

## Épigraphie
Plusieurs inscriptions sur pierre et épigraphes ont été découvertes sur le site d'Anasartha. Par exemple, une inscription de l'an 425 marque le lieu d'inhumation de la reine Mavia, qui fut à la tête des tribus tanukhides dans leur révolte contre les autorités romaines à la fin du IVe siècle. Des inscriptions datant de la fin du VIe siècle et du début du VIIe siècle comprennent un linteau sur lequel on peut lire : 
Par les dons de (sa) majesté (la) cité, méprisant l'incursion des barbares, a inscrit sur ses portes le nom de ses bienfaiteurs, (le) Christ Sauveur, (ses) souverains glorieusement victorieux, (le) fameux (commandant), les préfets du prétoire, aussi ? son très saint évêque, (et le ?) très glorieux architecte, au mois de Gorpieos (septembre), de la 906e (?) année, indiction 13. + Jésus-Christ, Emmanuel. + Dieu au-dessus de tout.
 Une autre inscription à la porte de la cité mentionne :
 + (Phocas) et Léontia, nos souverains très pieux, que Dieu les protège ! +  rameau pieux issu d'une race noble, Grégoire, le renommé, paré des fruits de sa vertu, a présenté à Dieu ce rempart, en défense de son propre pays. Indiction 8, de l'année 916e.
Geoffrey Greatrex et Samuel N. C. Lieu ont observé que les constructions se sont poursuivies à Anasartha au VIIe siècle et que les épigraphes ont révélé une certaine résistance des autorités romaines face à l'invasion des Perses.